# Carlo Blasis

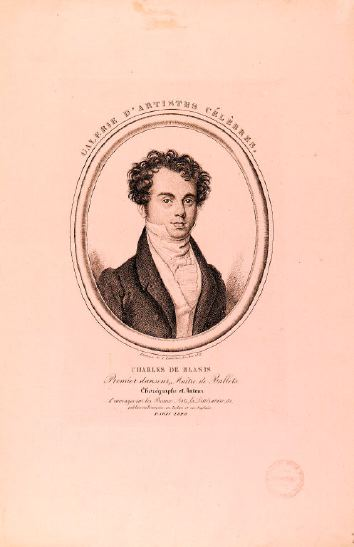
Carlo Blasis

Carlo Pasquale Francesco Raffaele Baldassare De Blasis (* 4. November 1797, Neapel; † 15. Januar 1878, Cernobbio) war ein italienischer Tänzer, Choreograf und Tanztheoretiker. Blasis entstammt einer Adelsfamilie. Er erhielt eine umfassende Ausbildung, die neben den Künsten auch Mathematik, Anatomie und Literatur umfasste. Er war Schüler von Jean Dauberval, der wiederum bei Jean Georges Noverre und Pierre Gardel gelernt hatte.
1817 tanzte er in Bordeaux und Paris. Von 1818 bis 1834 trat er in italienischen Theatern als Tänzer auf. Von 1819 bis 1867 war er zudem auch als Choreograf tätig. Bereits in jungen Jahren war er ein erfolgreicher Tänzer. Nach einer Beinverletzung musste er die begonnene Karriere jedoch aufgeben und widmete sich nun verstärkt dem Choreografieren sowie der Publikation von Texten. Als Choreograf arbeitete er fast ausschließlich in Italien, unterbrochen durch Gastspiele in London (1847), Warschau (1856–1857), Lissabon (1857–1858), Paris (1860) und Moskau (1860–1863).
1837 wurde er Direktor der Kaiserlichen Ballet Akademie in Mailand. Blasis’ Frau Annunziata, seine ehemalige Schülerin und Partnerin, wurde Vizedirektorin. Während seiner Zeit als Direktor wurde die Akademie zur führenden Tanzschule in Europa. Blasis’ Aufbau des Unterrichts, in dem die einzelnen Lektionen jeweils mit den entsprechenden Exercises beginnen (adagio, pirouettes, allegro) sind bis heute Basis des Balletttrainings.
Er ist seit Pierre Rameaus Traité (Paris 1725) der erste, der wieder eine umfangreiche Tanztheorie in französischer Sprache verfasste. Seine Theorie bezieht sich im Gegensatz zu den meisten Tanzlehrbüchern des 18. Jahrhunderts nicht auf den Gesellschafts-, sondern auf den Bühnentanz. Neben einer umfangreichen Tätigkeit als Tänzer und Choreograf trat er vor allem auch durch zahlreiche Schriften hervor. Sein bekanntestes Werk ist der „Traité élémentaire, théorique, et pratique de l’art de la danse“ (Paris 1820), welches schon wenige Jahre später in einer erweiterten englischen Übersetzung („The Code of Terpsichore“) erschien.
Blasis wird die Erfindung der „Attitude“ zugeschrieben, welche er in idealer Form von der berühmten des Merkur von Giovanni da Bologna abgeleitet hat. Er war ein erfolgreicher Tänzer in Paris und in Mailand, bevor er dort 1837 eine Tanzschule eröffnete und seinen eigenen Stil etablierte. Blasis’ Tanztechnik ist im Grunde bis heute die Basis, auf welcher das klassische Ballett fußt. Seine Technik wurde über seine Schüler, insbesondere Enrico Cecchetti, der die Technik seines Lehrers aber auch erweitert hat, an die nachfolgenden Generationen weitergegeben.

## Schriften (Auswahl)
- Traité élémentaire, Théorique et Pratique de l’Art de la Danse contenant les développemens, et les démonstrations des principes généraux et particuliers, qui doivent guider le danseur. Bologna 1820.
  - ital.: Trattato elementare, teorico-pratico sull’arte del ballo, contenente li sviluppi, e dimostrationi de’ principi generali, e particolari, che devono guidare il ballerino (Üb. P. Campilli), Forlì 1830.
  - dt.: Neue vollständige Tanzschule für die elegante Welt; oder faßliche und umfassende Anleitung zum Gesellschaftlichen und theatralischen Tanze; zum Selbstunterricht sowohl, wie auch zum Handbuch für Tanzlehrer bestimmt. Ilmenau 1830.
- The Code of Terpsichore: a Practical and Historical Treatise on the Ballet, Dancing, and Pantomime; with a Complete Theory of the Art of Dancing (Üb.: R. Burton), London: J. Bulcock, 1828.
  -     - Reprint: The Art of Dancing. Comprising its Theory and Practice, and a History of its Rise and Progress from the Earliest Times (Üb.: R. Burton), London: E. Bull, 1831.
    - Reprint von „The Code“: The Theorie of Theatrical Dancing with a chapter on Pantomime, edited from Carlo Blasis Code of Terpsichore, with the original plates by Stewart D. Headlam (Üb.: S. Headlam), London: Verinder, 1888.

  - franz.Üb.von „The Code“: Manuel complet de la danse, ou traité théorique et pratique de cet Art depuis les temps les plus reculés jusqu’à nos jours. Paris: Roret, 1830.
    - Reprint: Code complet de la danse. Paris: Audin, 1830.
    - Reprint von „Manuel“: Nouveau Manuel Complet de la Danse, comprenant la théorie, la pratique et l’histoire de cet art depuis les temps les plus reculés jusqu’à nos jours. Paris: Roret, 1866, 1884.
- The Young Ladies Book. London 1829.
- Studi sulle arti imitatrici. Milano 1844.
- Notes upon Dancing. London: Delaporte, 1847.
- Dello stato attuale del ballo, mimica e della coreografia. Torino 1852.
- Charles Villeneuve. In: Gazetta dei teatri. 18 maggio 1854.
- Del Carattere della Musica sacra e del sentimento religioso. Milano 1854.
- L’Uomo fisico, intellettuale e morale, opera di Carlo Blasis. Milano 1857.
- L’Uomo fisico, intellettuale e morale, opera di Carlo Blasis. Milano 1857.
- Leonardo da Vinci per Carlo Blasis. Milano 1872.